# فالنتاين هولمز
فالنتاين هولمز (بالإنجليزية: Valentine Holmes)‏ هو لاعب دوري الرغبي أسترالي، ولد في 24 يوليو 1995 في تاونسفيل في أستراليا.

## روابط خارجية
- فالنتاين هولمز على موقع مرجع كرة القدم المحترفة.كوم (الإنجليزية)